# Fuente de información
Se denominan fuentes de información, en teoría de la información y telecomunicación, a cualquier origen de información susceptible de ser representado mediante una señal analógica y/o digital. De forma general cualquier magnitud física puede ser representado mediante señales, a través de la digitalización. El objetivo es poder procesar, almacenar o transmitir  información que supone las alteraciones del medio. Así como otros diversos tipos de documentos que contienen datos útiles.
Desde una perspectiva académica, periodística o de teoría de conocimiento una "fuente de información" se requiere de  informaciones recogidas de manera consciente por individuos u organizaciones el fin de poder controlar, escuchar  o documentar los hechos relevantes para los individuos o las sociedades humanas.

## Punto de vista de la teoría de la señal

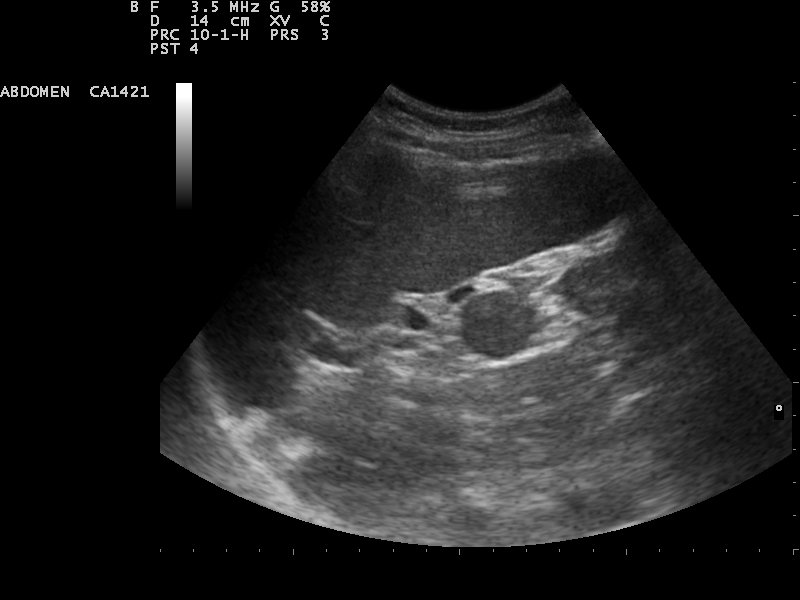
En una ecografía se captan sonidos y se procesan para generar una imagen.

Desde el punto de vista de la teoría de la señal y la adquisición de datos, se considera que cualquier sistema que puede ser observado durante periodos prolongados de tiempo, y cuyo comportamiento puede ser convenientemente representado mediante algún tipo de datos constituye una fuente de información posible. En ese sentido se consideran fuentes de información desde el punto de vista de la teoría de la señal los siguientes fenómenos constituyen "fuentes de información" (no necesariamente estructurada):
- Sonido
  - Música:Se capta mediante micrófonos que registran entre los 20 y los 20 000 Hz, espectro que oye el oído humano.
  - Voz: De la misma manera, se graba con un micrófono aunque en un espectro de unos 3,7 a 4 kHz.
- Imagen
  - Fotografía: Se procesan como una matriz de píxeles de colores cuantificados en bits
  - Facsímil: En un fax se analiza la imagen píxel a píxel y se envía codificado por la línea telefónica.
  - Vídeo: Se procesa de forma análoga a las fotografías con el añadido del número de imágenes por segundo.
- Datos
  - Texto: El texto se codifica en Unicode, utf-8...
  - Computadora: Un sistema informático también genera información que procesar.
- Más fuentes de información
  - Señales biomédicas: electrocardiogramas, ecografías, temperatura, presión arterial, pulso...
  - Señales anales, sismológicas, vulcanólogas, medio ambiente...
  - Sistemas de telemando y telemedida.

Muchas de la "fuentes de información" consideradas por la perspectiva de la teoría de la señal, no son "fuentes de información [lingüísticamente] estructuradas". Tradicionalmente la expresión "fuentes de información" se refirió a cualquier tipo de registro que contenía información recogida de manera consciente por seres humanos, con el objetivo de transmitir esa información a otros seres humanos. El advenimiento de la moderna electrónica y la teoría de la señal, aumentó el número de cosas que pueden considerarse "fuentes de información", ampliando el significado clásico de la expresión.

## Punto de vista etimológico
Los seres humanos al ser una especie social y estar dotados de lenguaje han sido capaces de desarrollar culturas materiales que dependen críticamente de la acumulación de conocimiento especializados por parte de individuos concretos que pueden compartir la información asociada con personas que no experimentaron directamente los hechos a los que se refiere dicha información.
La invención de la tradición oral entre los pueblos paleolíticos y la invención de la escritura, permitieron acumular conocimientos de manera más estructurada. Desde muy antiguo los seres humanos empezaron a recopilar informaciones de manera sistemática y de forma consciente. Cualquier forma de acumulación de información transmisible mediante el lenguaje humano constituye una fuente de información desde el punto de vista de la teoría del conocimiento.
La invención de la imprenta y su impacto posterior sobre la investigación científica, la gestión y administración de los recursos en las organizaciones modernas, multiplicaron la cantidad de información escrita disponible a los seres humanos. Esa abundancia moderna de información en un formato duradero ha llevado a clasificar las diversas fuentes de información disponibles desde diversos puntos de vista. Así tradicionalmente se han clasificado los documentos por el tipo de soporte material y por la temática de la información que contienen. Más modernamente el mundo académico y periodístico han aumentado el interés sobre el origen de los conocimientos, la forma de adquirirlo, la forma de registrarlo y la fiabilidad que puede atribuirse a las diferentes fuentes de información disponibles.